# بوبي بارث
بوبي بارث (بالإنجليزية: Bobby Barth)‏ هو مغن مؤلف أمريكي، ولد في 5 ديسمبر 1952 في كوفيفيل في الولايات المتحدة.